# Cyril Dessel
Cyril Dessel, född 29 november 1974 i Rive-de-Gier, Loire, är en tidigare professionell tävlingscyklist från Frankrike. Han var professionell mellan 2000 och 2011.
Dessel har ett gravt hörselfel. Med anledning av sitt hörselproblem har han lärt sig att tyda läppar.

## Karriär
Cyril Dessel blev professionell 2000 med det franska stallet Jean Delatour och mellan 2003 och 2004 tävlade fransmannen för det schweiziska stallet Phonak Hearing Systems. Sponsorn till stallet, Phonak Hearing Systems, gör hörapparater. 
Dessel slutade tvåa i de franska nationsmästerskapens linjelopp för män 2004 efter Thomas Voeckler. Under samma år slutade han också tvåa på den andra etappen av Critérium du Dauphiné Libéré efter José Enrique Gutierrez Cataluña.
Från säsongen 2005 tävlade han för det franska UCI ProTour-stallet AG2R Prévoyance (bytte 2008 namn till AG2R La Mondiale).
Dessel blev sexa totalt i Tour de France 2006 (först sjua, men justerades till sexa efter diskvalificeringen av Floyd Landis 2010). Han slutade tvåa på tävlingens tionde etapp efter spanjoren Juan Miguel Mercado Martin. Efter etappen ledde han tävlingen och bar den gula ledartröjan under en etapp, men fick dagen därpå lämna över den till amerikanen Floyd Landis. Efter etappen ledde han även bergsmästartävlingar men fick lämna ifrån sig tröjan till David de la Fuente till etapp 12 dagen därpå.
Under säsongen 2006 vann Dessel också Tour Méditerranéen, Medelhavsloppet, som tillhör UCI Europe Tour, och Tour de l'Ain.
Dessel vann inga tävlingar under 2007, men under säsongen därpå, 2008, vann han etapper på Dunkirks fyradagars och Katalonien runt. I juni 2008 tog han sin största seger dittills i karriären när han vann den fjärde etappen av Critérium du Dauphiné Libéré 18 sekunder före fransmannen Pierre Rolland. Men redan en månad senare tog han än ännu större seger när han vann etapp 16 av Tour de France 2008 genom en lång utbrytning. Han vann spurten mot sina utbrytarkollegor Sandy Casar och David Arroyo Duran. 
Dessel tävlade för Frankrike i olympiska sommarspelen 2008, men avbröt loppet.
De sista tre säsongerna av sin tävlingskarriär deltog Dessel i flera större tävlingar, men utan någon större framgång eller etappvinst. I september 2011, efter att ha tävlat i Vuelta a España, Spanien runt, där han totalt slutade på sextionde plats, meddelande Dessel att han avslutar tävlingskarriären.

## Främsta meriter
2002
3:a, Grand Prix d'Ouverture La Marseillaise
2003
9:a, Critérium du Dauphiné Libéré
2004
2:a,  Nationsmästerskapens linjelopp
8:a, Ronde van Nederland
11:e, Tour Méditerranéen
2005
13:e, Dunkirks fyradagars
2006
6:a, Tour de France
 Ledare av tävlingen, efter etapp 10 (1 dag)
 Bergsmästartävlingen, efter etapp 10 (1 dag)
2:a, etapp  10
1:a, Tour Méditerranéen
1:a, etapp 4
1:a, Tour de l'Ain
1:a, etapp 1
1:a, poängtävlingen
18:e, Paris-Nice
2008
1:a, etapp 5, Dunkirks fyradagars
1:a, etapp 3, Katalonien runt
1:a, etapp 4, Critérium du Dauphiné Libéré
1:a, etapp 16, Tour de France
9:a, Dunkirks fyradagars

## Stall
- Jean Delatour 2000–2002
- Phonak Hearing Systems 2003–2004
- AG2R La Mondiale 2005–2011